# Bergwiesen bei St. Andreasberg
Die Bergwiesen bei St. Andreasberg sind ein Naturschutzgebiet in der niedersächsischen Stadt Braunlage im Landkreis Goslar.

## Beschreibung
Das Naturschutzgebiet mit dem Kennzeichen BR 095 ist 216,6 Hektar groß. Es ist nahezu deckungsgleich mit dem gleichnamigen FFH-Gebiet.
Das aus drei Teilflächen bestehende Naturschutzgebiet liegt bei Sankt Andreasberg im Naturpark Harz. Die größte Teilfläche nordöstlich von Sankt Andreasberg grenzt direkt an den Nationalpark Harz. Kleinere Teilflächen am Glockenberg und Sieberberg liegen südwestlich der Bergstadt.
Das Naturschutzgebiet stellt einen großen Teil des größten Bergwiesenkomplexes im niedersächsischen Teil des Harzes unter Schutz. Bei den Bergwiesen handelt es sich überwiegend um Goldhaferwiesen und Magerrasen unterschiedlicher Ausprägung. Weiterhin sind montane Borstgrasrasen, Quellsümpfe und Feuchtwiesen, Hochstaudenfluren und torfmoosreiche Kleinseggenriede in den Bergwiesen eingestreut. Daneben gliedern Gewässer, Hecken, Solitärgehölze und Wälder das Schutzgebiet.
Auf den Bergwiesen sind zahlreiche seltene Pflanzenarten zu finden, darunter Arnika, Bärwurz, Bergplatterbse, Echter Ehrenpreis, Färberginster, Flockenblumen, Gemeines Labkraut, Gemeines Zittergras, Gewöhnliche Kreuzblume, Heidenelke, Nickendes Leimkraut, Schlangenknöterich, Spitzlappiger Frauenmantel, Spitzwegerich und Waldstorchenschnabel.
Die Bergwiesen und Borstgrasrasen sind durch extensive Beweidung mit Harzer Rotvieh und Harzer Ziege entstanden. Daneben wurden die Wiesen für die Heugewinnung für das Winterfutter genutzt. Da es sich beim Harz um das nördlichste Mittelgebirge Deutschlands handelt, sind hier in 600 Meter Höhe Pflanzenarten zu finden, die man sonst erst wieder im Alpenraum in 1500 Meter Höhe findet. Das Gebiet wird heute unterschiedlich bewirtschaftet, nachdem die Nutzung zwischenzeitlich aufgegeben war und die Wiesenbereiche insbesondere in den steilen Hanglagen verbuschten. Brachliegende Flächen sollen durch Pflege- und Bewirtschaftungsmaßnahmen in harztypische Wiesengesellschaften zurückgeführt werden. Gleiches gilt für Nadelwald auf ehemaligen Grünlandstandorten. Teilweise erhalten die Landwirte Zuschüsse für diese Maßnahmen.
Der Wiesenkomplex ist größtenteils von Wald umgeben. Teilweise grenzt er an besiedeltes Gebiet. Wege im Naturschutzgebiet dürfen betreten werden. Weiterhin befinden sich im Naturschutzgebiet im Winter verschiedene Loipen, welche touristisch und für den Skisport genutzt werden dürfen.
Das Gebiet steht seit dem 18. August 1992 unter Naturschutz. Zuständige untere Naturschutzbehörde ist der Landkreis Goslar.